# 韩森寨站
韩森寨站是西安地铁8号线的一座车站，位于中华人民共和国陕西省西安市新城区万寿中路与韩森路交叉口。

## 车站结构
本站为地下二层岛式站台车站。
| 地面              | 出入口 | B-D出入口                                                                                           |
| 地下一层          | 站厅   | 客服中心、自动售票机、长安通自助机                                                                  |
| 地下二层          | 站台   | \| \| \| █ 8号线外环（万寿路） \| \| 島式 · 開左邊车门 \| \| \| \| \| \| █ 8号线内环（万寿南路） \| |
|                   |        | █ 8号线外环（万寿路）                                                                               |
| 島式 · 開左邊车门 |        | |
|                   |        | █ 8号线内环（万寿南路）                                                                             |

## 公共艺术
本站是8号线29座标准站之一，所处的东段以“春之绿”为装潢主题色。

## 出入口
本站共有4个出入口，其中A出入口不启用。
|      |                                            |      |
| 编号 | 指示                                       | 图片 |
| A    | 万寿中路（西）、韩森路（北）               |      |
| B    | 万寿中路（西）、韩森路（南）               |      |
| C    | 万寿中路（东）、韩森路（南）、西安幸福林带 |      |
| D    | 万寿中路（东）、韩森路（北）、西安幸福林带 |      |

## 历史
本站在建设时称作韩森路站。
- 2024年12月26日：车站随8号线通车启用[3]。